# Couronne de pivotement Urbinati
La couronne de pivotement Urbinati (en italien : Giostra Urbinati) est un système de connexion de deux éléments utilisé pour les véhicules articulés comme que les autobus articulés, les tramways articulés ou les autorails articulés et rames automotrices ferroviaires.
Le système a été conçu en 1938 par l'ingénieur Mario Urbinati, ancien directeur technique de la compagnie STEFER de Rome, ancienne compagnie de transports en commun du Latium fondée en 1899, qui a été recruté par la société Officine Meccaniche della Stanga de Padoue.
Ce système, très ingénieux et novateur, a été mis au point par les Officine Meccaniche della Stanga de Padoue, qui en a détenu le brevet pendant des décennies.
Le système a trouvé sa première utilisation pratique sur les tramway STEFER série 400 puis, grâce ses avantages incomparables par rapport aux remorques traditionnelles, sur de nombreux véhicules articulés de tous types, routiers et ferroviaires, dans toute l'Europe.